# Tumas Dingli
Tumas ou Tommaso Dingli est un architecte maltais, né à Ħ'Attard le 22 décembre 1591. Décédé le 22 janvier 1666, il est enterré sous l'autel Notre-Dame des Douleurs de l'église d'Attard.
Tumas Dingli est le fils de Ġakbu (Giacomo) Dingli et Catarina Tabone et le neveu d'Andrea Dingli, Ġakbu et Andrea tous deux sculpteurs sur pierre. Il se marie en 1628 avec Argenta Dingli, de la ville de Siġġiewi. À son testament de 1651, sept enfants sont cités (cinq garçons et deux filles).
Il commence par étudier les mathématiques avant d'apprendre l'architecture avec l'architecte et ingénieur militaire italien Matteo Coglituri.
C'est en collaboration avec Giovanni Attard qu'il réalise sa première œuvre entre 1610 et 1614 : l'aqueduc Wignacourt. En 1613, le prêtre d'Attard, Dun Stiefnu Buttigieg, demande à Tumas Dingli, âgé de 22 ans, de concevoir l'église paroissiale du village, son œuvre la plus célèbre. Il est possible qu'il se soit alors inspiré de plans réalisés par Vittorio Cassar. Il restaure ensuite l'église de Birkirkara puis construit en 1616 l'église de Naxxar, en 1638 l'église de Għargħur, en 1641 l'église de Żabbar et en 1656 celle de Gudja. Il participe aussi à la construction du palais épiscopal et de la Porta Reale à La Valette.